# Anne-Flore Rey
Anne-Flore Rey (* 2. Februar 1962 in Brignand) ist eine ehemalige französische Skirennläuferin in den Disziplinen Abfahrt und Super-G
Rey gewann im März 1983 vor der Deutschen Maria Epple den Riesenslalom von Mont Tremblant (CAN). Die Karriere der Französin wurde immer wieder von Verletzungen unterbrochen, so dass sie 1987 ihren Rücktritt bekanntgab.